# Club Atlético Pilsen Callao
El Club Atlético Pilsen Callao, conocido como Pilsen Callao, es un club de fútbol peruano, de la Provincia Constitucional del Callao. Fue fundado en 1976 y juega en la Copa Perú.

## Historia
El club fue fundado el 28 de abril de 1976 en el barrio de José Olaya, en la Provincia Constitucional del Callao.
Fue campeón de la Liga Intradistrital de Dulanto en el 2009, luego Campeón de la Liga Departamental de Callao, participando en la Copa Perú 2009 en la Etapa Regional. Para el periodo 2010, se desafilió de la Liga Intradistrital de Dulanto y pasó a la recién creada Liga Superior del Callao donde fue campeón ese año eliminando en la Etapa regional cumpliendo una pobre campaña. 
En el 2011 también ganó la Superior del Callao sin embargo perdió en el repechaje ante los de la Departamental. Durante el 2012 no tuvo mayor fortuna y quedó eliminado en la Liga Superior.

## Datos del club
- Mejor Participación en la Copa Perú: Etapa Regional
- Mayor Goleada Conseguida:
  - Pilsen Callao 8:2 María Auxiliadora (28 de agosto de 2011)[2]
- Mayor Goleada Recibida:
  - Pilsen Callao 0:7 Deportivo Municipal (30 de octubre de 2010)[3]

## Palmarés

### Ligas regionales
- Liga Departamental del Callao (1): 2009.
- Liga Superior del Callao (2): 2010, 2011.[4]
- Liga Intradistrital de Dulanto (5): 2007, 2008, 2009, 2017, 2023.
- Subcampeón de la Liga Departamental del Callao (3): 2007, 2008, 2010.
- Subcampeón de la Liga Intradistrital de Dulanto (1): 2006.

## Evolución de la indumentaria
| 2011 | 2012 | 2015 |  | 2022 |